# Idioma dahalik
Dahalik (en amárico: ዳሃሊክ [haka (na)] dahālík «[lengua (de)] el pueblo Dahlak») es una lengua afroasiática hablada en Eritrea, en las Islas Dahlak (principalmente en Dahlak Kebir). Muchos habitantes de las islas también utilizan afar y árabe.

## Ejemplos del dahalik
Ejemplo palabras (traducción al español entre paréntesis):
- Hente (uno)
- Kile (dos)
- May (agua)
- Ahay (sol)
- Dam (sangre)
- Lisan (lengua)
- Sin (diente)
- Inás (hombre)
- Walat (chica)